# Мансъл

Остров Мансъл (на английски: Mansel Island) е 22-рият по големина остров в Канадския арктичен архипелаг. Със своята територия от 3180 км2 островът е 28-и по големина в Канада и 159-и в света. Административно островът принадлежи на канадската територия Нунавут и е необитаем.
Островът се намира в североизточната част на Хъдсъновия залив, като отстои на 58 км на запад от северозападния бряг на п-ов Лабрадор и на 115 км на изток от остров Коутс.
Бреговата му линия, която е слабо разчленена, е с дължина от 298 км. Дължината на острова от север на юг е 112 км, а от запад на изток – 48 км.
Релефът е равнинен, със средна надморска височина 40 – 80 м и максимална от 125 м в северната част. Има множество езера, като най-голямо е езерото Дагер в централната част на острова.
Островът е открит от експедицията на Томас Батън и Робърт Байлот през 1613 г. и е кръстен на английския вицеадмирал сър Робърт Мансъл (1573-1653).
|  | Тази страница частично или изцяло представлява превод на страницата „Мансел (остров)“ в Уикипедия на руски. Оригиналният текст, както и този превод, са защитени от Лиценза „Криейтив Комънс – Признание – Споделяне на споделеното“, а за съдържание, създадено преди юни 2009 година – от Лиценза за свободна документация на ГНУ. Прегледайте историята на редакциите на оригиналната страница, както и на преводната страница, за да видите списъка на съавторите. ВАЖНО: Този шаблон се отнася единствено до авторските права върху съдържанието на статията. Добавянето му не отменя изискването да се посочват конкретни източници на твърденията, които да бъдат благонадеждни. |